# هاني السعدي (كاتب)
هاني السعدي (6 يونيو 1944 - 14 فبراير 2025)، كاتب وممثل سوري من أصل فلسطيني. ظهر في الكثير من الأعمال التلفزية والسينمائية والمسرحية السورية، ولاحقا كتب سيناريوهات لعدة أعمال، أشهرها مسلسل حارة نسيها الزمن ومسلسلات الفانتازيا التاريخية. وهو والد الفنانتين روعة وربى السعدي.

## حياته المهنية
ولد في صفورية في فلسطين ولجأ مع أسرته إلى سورية في نكبة 1948 وعاش في بداية حياته في مخيم اليرموك. متزوج وله 5 بنات هن روعة وربى وريم ولارا ونور.
السعدي عضو في نقابة الفنانين منذ 18 فبراير 1973.
ظهر ممثلا لأول مرة في فيلم «بوابة الغزلان» الذي عرض عام 1969، مع سميرة توفيق وناجي جبر وياسين بقوش، وشارك بين عام 1969 و 2002 في عدة أعمال درامية والأفلام من بينها: أسعد الوراق، الحدود، تجارب عائلية، آخر الفرسان، أبو البنات، حارة نسيها الزمن وغيرها، كما مثل في المسـرح في أعمال سعد الله ونوس حفلة سمر من أجل خمسة حزيران، ورأس المملوك جابر، وفي مسرحيات المسرح الوطني الفلسطيني مع المخرج جواد الأسدي، وله أيضا أعمال إذاعية.
توقف عن التمثيل عام 2002 في مسلسل آخر الفرسان الذي كان من تأليفه وتفرغ للكتابة.
كتب للإذاعة الكثير الأعمال المتنوعة، وللسـينما فيلم ليل الرجال، أما للتلفزيون فكتب حارة نسيها الزمن - دائرة النار - قانون الغاب- غضب الصحراء - الكواسر - آخر الفرسان - وداعاً زمن الصمت - البركان - أبو البنات - العنيد - خلف الجدران - المواجهة - البارعون - الجوارح - البواسل - الموت القادم إلى الشرق - الفوارس - أبناء القهر - حاجز الصمت - الخط الأحمر - سفر الحجارة - عصر الجنون الأشاوش - الأحرار - الحق الضائع - أسياد المال - خط النهاية - قتل الربيع
كتب سيناريو مسلسل «أبناء القهر» الذي نال جائزة أفضل مسلسل عربي في المؤتمر الطبي في باريس وحاز على شكر من وزارة الصحة ومركز مكافحة الإيدز.

## وفاته
توفي في يوم الجمعة 14 فبراير 2025 بعد معاناة من المرض عن ثمانين سنة.

## روابط خارجية
- هاني السعدي على موقع السينما كوم